# Gislebert de Looz
 (septembre 2021).
Si vous disposez d'ouvrages ou d'articles de référence ou si vous connaissez des sites web de qualité traitant du thème abordé ici, merci de compléter l'article en donnant les références utiles à sa vérifiabilité et en les liant à la section « Notes et références ».
Gislebert, né vers 980 et décédé vers 1045, est comte de Looz.

## Biographie
Pendant longtemps, il est considéré comme le premier comte de Looz et comme fils de Rodolphe, comte en Betuwe cité en 967, et d'une fille d'Emmon, comte de Vliermal, en Hesbaye, mais l'analyse des Gesta Abbatem Trudonensis montre que Rodolphe est en fait son aïeul, ses parents étant Otton, premier comte de Looz, et Liutgarde de Namur.
Il fait bâtir une citadelle à Looz, qui devient la capitale du nouveau comté. La position du comté de part et d'autre de la Meuse lui assure des ressources par le contrôle des marchandises.
Marié à Erlande de Jodoigne, il eut :
- Emmon († 1078), comte de Looz ;
- Otton Ier († 1101), comte de Duras ;
- Hermann, archidiacre et doyen de Saint-Lambert à Liège en 1044 et 1047.